# Сумартин
Сумартин (хорв. Sumartin) — населений пункт у Хорватії, в Сплітсько-Далматинській жупанії у складі громади Селця.

## Населення
Населення за даними перепису 2011 року становило 474 особи.
Динаміка чисельності населення поселення:

## Клімат
Середня річна температура становить 16,49 °C, середня максимальна – 28,92 °C, а середня мінімальна – 4,34 °C. Середня річна кількість опадів – 808 мм.
| Клімат поселення                              | Клімат поселення | Клімат поселення | Клімат поселення | Клімат поселення | Клімат поселення | Клімат поселення | Клімат поселення | Клімат поселення | Клімат поселення | Клімат поселення | Клімат поселення | Клімат поселення | Клімат поселення |
| Показник                                      | Січ.             | Лют.             | Бер.             | Квіт.            | Трав.            | Черв.            | Лип.             | Серп.            | Вер.             | Жовт.            | Лист.            | Груд.            |                  |
| Середній максимум, °C                         | 13,12            | 12,60            | 14,91            | 18,18            | 23,23            | 27,05            | 28,92            | 28,85            | 24,45            | 20,18            | 15,83            | 13,63            |                  |
| Середня температура, °C                       | 8,98             | 8,49             | 10,79            | 14,06            | 19,10            | 22,93            | 25,88            | 25,81            | 21,38            | 17,13            | 12,78            | 10,59            |                  |
| Середній мінімум, °C                          | 4,86             | 4,34             | 6,67             | 9,93             | 14,98            | 18,81            | 22,82            | 22,74            | 18,34            | 14,06            | 9,74             | 7,53             |                  |
| Норма опадів, мм                              | 79               | 66               | 70               | 65               | 54               | 45               | 31               | 47               | 67               | 89               | 104              | 91               |                  |
| Середньомісячна швидкість вітру, м/с          | 3.28             | 3.57             | 3.73             | 3.33             | 2.93             | 2.70             | 2.76             | 2.54             | 2.85             | 2.97             | 3.73             | 3.69             |                  |
| Середньомісячна сонячна радіація, кДж/м²·день | 5605             | 8354             | 12087            | 16607            | 20472            | 23273            | 24988            | 22011            | 16320            | 10583            | 6117             | 4756             |                  |
| --------------------------------------------- | ---------------- | ---------------- | ---------------- | ---------------- | ---------------- | ---------------- | ---------------- | ---------------- | ---------------- | ---------------- | ---------------- | ---------------- | ---------------- |
| Джерело:                                      |                  |                  |                  |                  |                  |                  |                  |                  |                  |                  |                  |                  |                  |